# Felix Bloch
Felix Bloch (Zürich, 23 oktober 1905 – aldaar, 10 september 1983) was een in Zwitserland geboren natuurkundige, die vooral in de Verenigde Staten werkte. In 1952 werd hij onderscheiden met de Nobelprijs voor Natuurkunde voor zijn werk op het gebied van kernspinresonantie.

## Biografie
Bloch was de zoon van de Joodse ouders Gustav Bloch en Agnes Mayer. Hij had een oudere zus, Heidi, die reeds op twaalfjarige leeftijd overleed. Van 1912 tot 1918 bezocht hij de basisschool en aansluitend het gymnasium. Met de intentie om ingenieur te worden trad hij in 1924 toe tot de Eidgenössische Technische Hochschule Zürich (ETH). Na één studiejaar besloot hij van richting te veranderen en te kiezen voor een studie natuurkunde op dezelfde hogeschool. Hij volgde onder andere college bij Peter Debye, Paul Scherrer en Hermann Weyl alsmede bij Erwin Schrödinger aan de universiteit Zürich. Tot 1927 studeerde hij in Zürich, en studeerde een jaar later in Leipzig af.
Aanvankelijk bleef Bloch in Europa, en studeerde hij bij Werner Heisenberg (Leipzig), Wolfgang Pauli (Zürich), Niels Bohr (Kopenhagen) en Enrico Fermi (Rome). Na de machtsovername door Hitler in 1933 verliet hij – vanwege zijn Joodse afkomst – onmiddellijk Duitsland om in 1934 te gaan werken aan de Stanford-universiteit in Californië. Hier werd hij de eerste hoogleraar in de theoretische natuurkunde.

## Werk
Nog voor zijn periode in de Verenigde Staten had Bloch reeds belangrijke bijdragen geleverd op het gebied van de theoretische natuurkunde. In 1928 had hij het Bloch-Fouquettheorema ontwikkeld dat de golffunctievorm van elektronen specificeert in een kristal. Golffuncties die voldoen aan dit theorema worden door fysici Bloch-functies of Bloch-golven genoemd en worden onder meer gebruikt om de aard van metalen theoretisch te onderzoeken.
Na zijn komst bij Stanford formuleerde hij in 1934 samen met Luis Alvarez het idee voor het bestaan van een magnetisch moment (spin en magnetische karakteristieken) aan vrije neutronen. De verdere uitwerking ervan leidde in 1939 tot een experiment met Alvarez' cyclotron waarin het magnetisch moment van het neutron kon worden bepaald met een nauwkeurigheid van ongeveer één procent. In 1939 verkreeg hij de Amerikaanse nationaliteit. In de Tweede Wereldoorlog werkte hij eerst aan kernenergie bij het Los Alamos National Laboratory, later aan het radarproject aan de Harvard-universiteit.
Na de oorlog keerde hij terug naar Stanford en concentreerde hij zich op nucleaire inductie en kernspinresonantie, die de grondslag vormen van magnetic resonance imaging, gebruikt in MRI-scanners. Onafhankelijk van Edward Mills Purcell aan Harvard, voerde Bloch samen met William Hansen en Martin Packard een experiment uit waarmee hij kernspinresonantie verkreeg in een vloeistof. In 1952 kreeg hij samen met Purcell voor dit experimentele werk de Nobelprijs. Tegenwoordig wordt kernspinresonantie veel gebruikt in de chemie en medische diagnose om met magnetische resonantie-eigenschappen van atoomkernen de interne structuur van moleculen te bepalen.
In 1954/55 was hij de eerste directeur-generaal van CERN, de Europese organisatie voor kernonderzoek in Genève. In 1961 werd hij opnieuw hoogleraar in de natuurkunde aan Stanford-universiteit, een positie die tot 1971 behield. Na zijn pensionering keerde hij terug naar zijn geboortestad Zürich, waar hij op 77-jarige leeftijd aan een hartaanval overleed. Hij was gehuwd met Lore Clara Misch, die eveneens kernfysicus en vluchteling uit Duitsland was. Ze hadden elkaar ontmoet op een fysica-conferentie in New York.

## Vernoemingen
De volgende natuurkundige begrippen zijn naar hem vernoemd:
- Bloch-vector
- Bloch-wanden
- Bloch-functie